# Wingster Waldzoo
Koordinaten: 53° 44′ 34,6″ N, 9° 4′ 53,2″ O
Der Wingster Waldzoo (bis Ende 2021 Zoo in der Wingst) liegt im Elbe-Weser-Dreieck in Wingst in Niedersachsen. Es werden sowohl Wild- als auch Haustiere gehalten, teilweise in einem Streichelzoo, welcher seit 2009 vollständig renoviert wurde. Die Gestaltung lehnt sich an einen klassischen niedersächsischen Bauernhof an.

## Geschichte
1972 gründete die Tierhandelsfirma Ruhe den Tierpark unter dem Namen Baby-Zoo. Von ihren Eltern verstoßene Jungtiere wurden gekauft, von Pflegern aufgezogen und anschließend wieder an andere Zoos abgegeben. Als andere Zoos begannen, sich verstärkt um die eigene Aufzucht zu kümmern, wurde es immer schwieriger, die Tiere weiterzuvermitteln. Die zu kleinen Gehege und neue gesetzliche Bestimmungen führten in den 1990er Jahren zum Konkurs des Unternehmens.

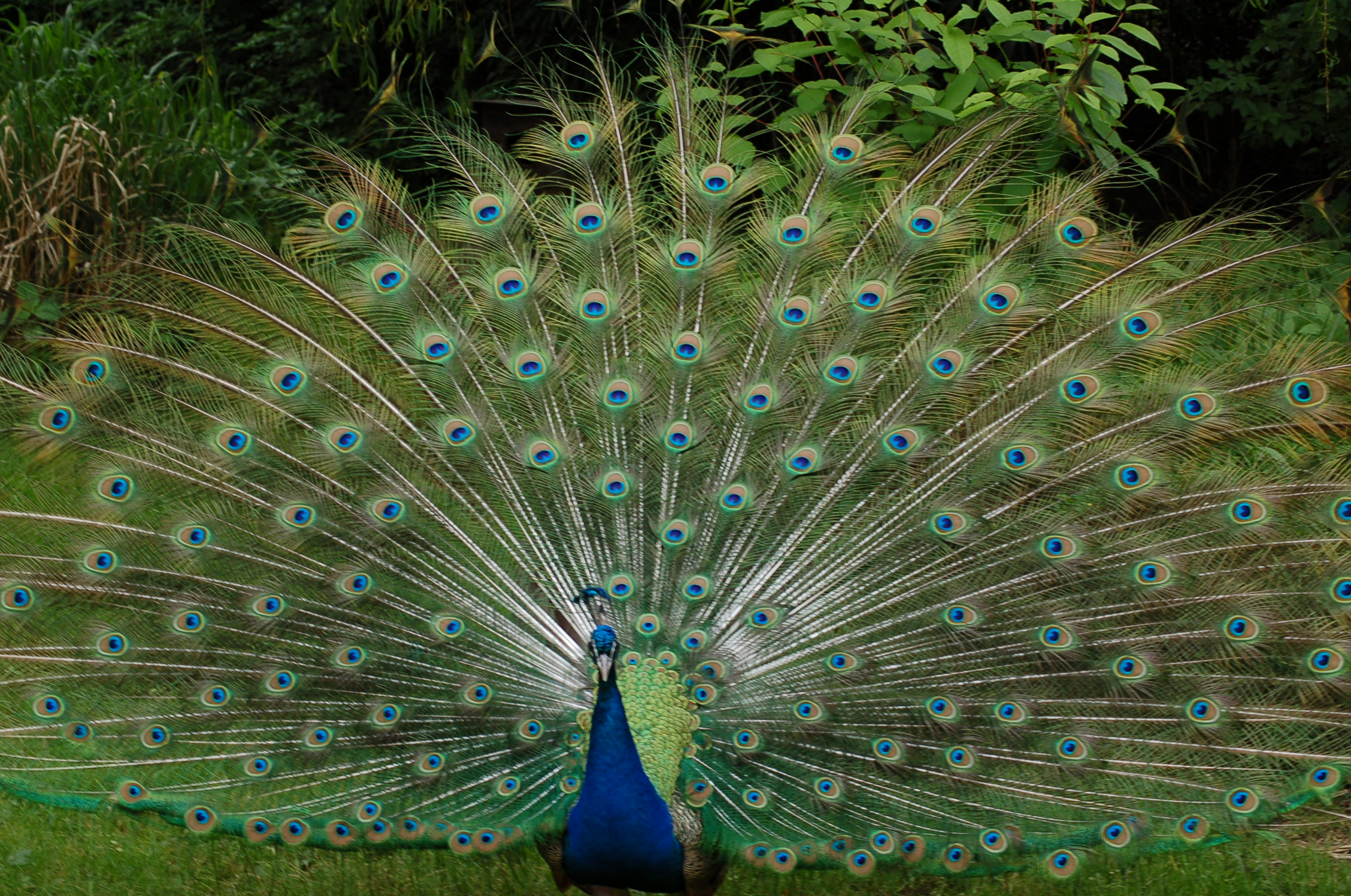
Blauer Pfau im Zoo in der Wingst

Die Gemeinde Wingst übernahm den Zoo und gestaltet ihn seit 1995 mit einem Förderverein neu. Anfang der 2000er Jahre wurde er in Zoo in der Wingst umbenannt. Schwerpunkt ist die Kinderfreundlichkeit der Anlage sowie die Haltung von Affen und Raubtieren. Im Jahr 2007 wurde der Zoo um einen zwei Hektar großen Wolfs- und Bärenwald erweitert. Dessen Gestaltung orientiert sich an dem gewachsenen Baumbestand, so dass ein naturnahes Gehege geschaffen wurde. Die Wölfe stammen aus dem Tierpark Berlin, die Bären lebten schon zuvor in der Wingst und konnten nun in die neue Anlage umziehen. Das alte Bärengehege bei der Gibbon-Insel wurde umgebaut und stand seit Ostern 2007 für kurze Zeit den Tigern zur Verfügung. Deren alte Anlage wird ebenfalls umgebaut und sollte eigentlich Löwen beherbergen, die der Zoo in der Wingst aus dem Zoo Rostock erhalten sollte. Allerdings nahmen die Tiger ihr neues Zuhause nicht an, und so wurden sie in ihr restauriertes, altes Gehege zurückgesetzt, und die Löwen übernahmen im Juli 2007 das alte Bärengehege.
2010 hat der Förderverein des Zoos ein begehbares Krallenaffengehege eingeweiht und 2011 ein begehbares Kängurugehege (seit 2022 Alpaka-Wiese). Seit 2011 gibt es als Erweiterung des Wolfswald auch Dingos im Zoo in der Wingst. Diese Wildhunde sollen zeigen, dass die Evolution vom wilden Wolf zum Haustier Hund nicht einfach rückgängig gemacht werden kann, wenn Hunde wieder zu Wildtieren werden. 2012 wurde ein weißer Tiger angeschafft, der jedoch im Dezember 2018 wieder abgegeben wurde, da die ursprünglich angedachte Erweiterung des Tigergeheges nicht umgesetzt worden war.

Ehemaliges Aquarium im Zoo in der Wingst

Aquarien mit Fischen gibt es seit 2013 nicht mehr.

## Thematische Ausrichtung

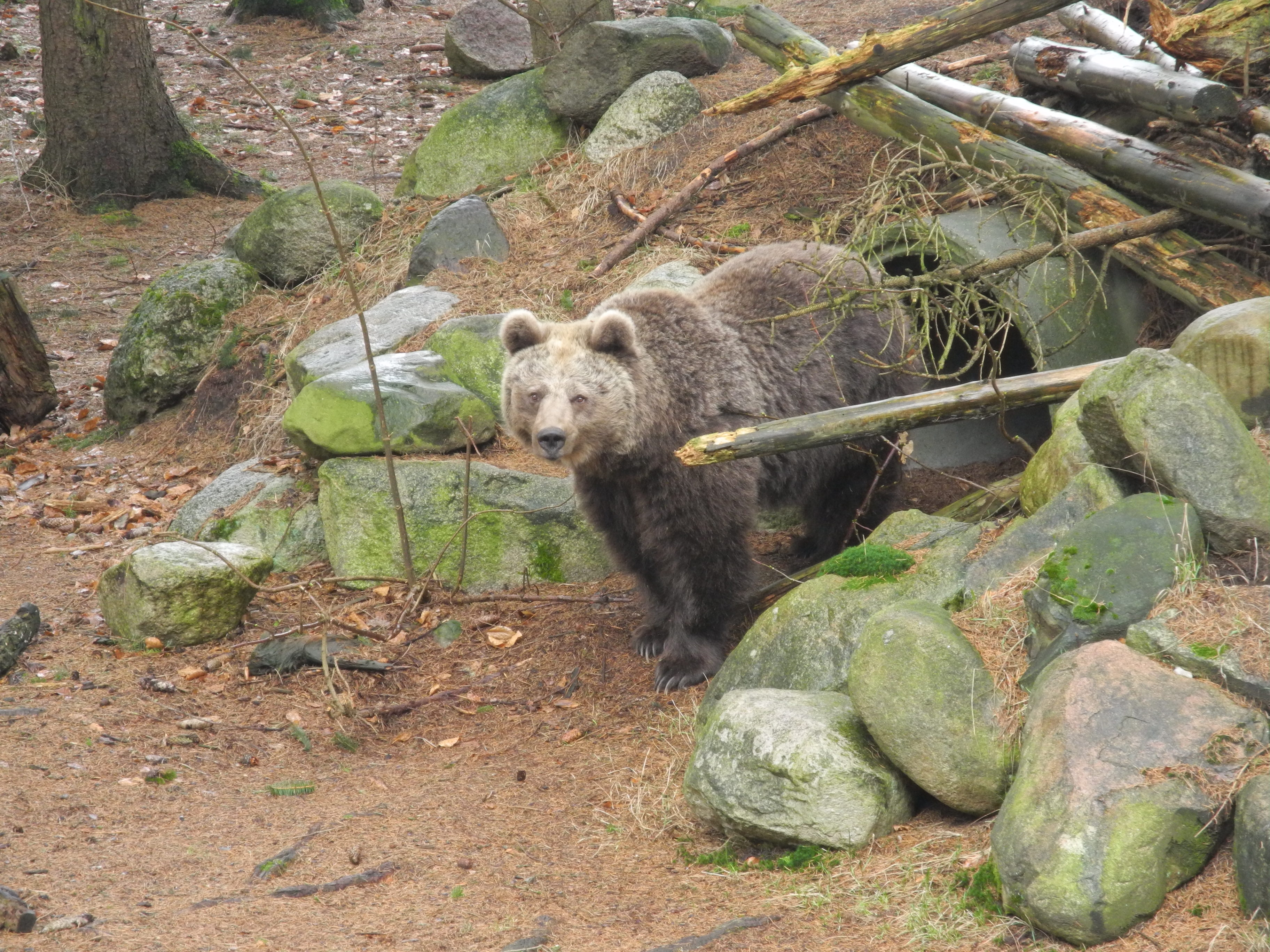
Braunbär im Wingster Waldzoo

Seit 2017 wurde schrittweise eine thematische Ausrichtung auf Waldgebiete verschiedener Kontinente umgesetzt, der Zoo zum 1. Januar 2022 in Wingster Waldzoo umbenannt. Der Waldzoo gliedert sich in folgende thematische Teilbereiche:
- Taiga (im Erweiterungsgelände, ehemals Wolfs- und Bärenwald) mit nordischen Tieren: Braunbär, Wolf, Polarfuchs, Eulen.

- Bambuswald mit südostasiatischen Tieren, u. a. Weißhandgibbon, Hulman, Visayas-Pustelschwein, Zwergotter, Indisches Stachelschwein, Edwardsfasan, Leopard.

- Vier kleine Tropenhäuser mit kleineren Waldbewohnern Mittel- und Südamerikas, u. a. Ozelot, Krallenaffen, Bolivien-Nachtaffe, Abgottschlange, Grüner Leguan, Schildkröten, Wickelbär.

- Gefährten des Menschen. Dieser Bereich umfasst den Streichelzoo sowie weitere Haustiere und einige Wildtiere. Dazu gehören z. B. Alpaka, Ouessantschaf, Hausziege, Kunekune-Schwein, Cröllwitzer Pute, Honigbiene, Rosaflamingo, Erdmännchen.

Als fünfter Parkteil ist ein begehbarer Lemurenwald geplant.
Auf dem Parkgelände laufen einige Kleintiere frei herum, darunter Blauer Pfau, Deutsches Zwerghuhn, Deutsche Großsilber.
Ein Paar wild lebender Weißstörche brütet regelmäßig auf dem Reetdach des Kiosks.